# 聖人大盜
《聖人大盜》（英語：The Last Thieves），是一部於2019年上映的區塊鏈主題商戰電影，由賴雅妍、曹晏豪、曾之喬、曾志偉、高英軒領銜主演，2019年10月18日於台灣上映。線上影音平台由myVideo影音隨看上架。

## 演員列表

### 主要演員
| 演員姓名 | 角色名稱 | 介紹           |
| 賴雅妍   | 徐菁     | 基金公司總經理 |
| 曹晏豪   | 尹子翔   | 年輕創業家     |
| 曾之喬   | 陳曦     | 子翔女友       |
| 曾志偉   | 林明衍   | 財團老闆       |

### 其他演員
| 演員姓名 | 角色名稱 | 介紹             |
| 巫建和   | 戴毅     | 工程師           |
| 侯彥西   | Nick     | 創業集團的財務長 |
| 高英軒   | 陳法同   | 金管署長         |
| 路斯明   | 高昱修   | 銀行總裁         |

## 獎項紀錄
| 年份   | 單位         | 獎項       | 入圍者 | 結果 |
| ------ | ------------ | ---------- | ------ | ---- |
| 2019年 | 第56屆金馬獎 | 最佳新導演 | 徐嘉凱 | 提名 |

## 外部連結
- 双喜電影的Facebook專頁
- 互联网电影数据库（IMDb）上《聖人大盜》的资料（英文）
- 開眼電影網上《聖人大盜》的資料（繁體中文）
- Yahoo奇摩電影上《聖人大盜》的資料（繁體中文）
- 豆瓣电影上《聖人大盜》的資料 （简体中文）
- 时光网上《聖人大盜》的資料（简体中文）